# Andrew Gordon McLennan
Pour les articles homonymes, voir McLennan.
Andrew Gordon McLennan est un patineur artistique canadien, une des pionniers du patinage au Canada avant la Première Guerre mondiale. Il pratique le patinage en couple artistique ; il est double champion du Canada en 1913 et 1922 et champion nord-américain en 1923.

## Biographie

### Carrière sportive
Andrew Gordon McLennan pratique le patinage artistique en couple avant et après la Première Guerre mondiale. Il est champion du Canada en 1913 avec Muriel Burrows, champion du Canada en 1922 avec Alden Godwin et champion nord-américain en 1923 avec Dorothy Jenkins.

## Palmarès
Avec trois partenaires :
- Muriel Burrows (2 saisons : 1913 et 1914)
- Alden Godwin (1 saison : 1922)
- Dorothy Jenkins (1 saison : 1923)

| Compétitions en Individuelle                                             | 1913 | 1914 | 1915 | 1916 | 1917 | 1918 | 1919 | 1920 | 1921 | 1922 | 1923 |
| Jeux olympiques d'été                                                    |      |      |      | JA   |      |      |      |      |      |      |      |
| Championnats du monde                                                    |      |      | CA   | CA   | CA   | CA   | CA   | CA   | CA   |      |      |
| Championnats d'Amérique du Nord                                          |      |      |      |      |      |      |      |      |      |      | 1er  |
| Championnats du Canada                                                   | 1er  | 2e   | CA   | CA   | CA   | CA   | CA   |      |      | 1er  | 2e   |
| Légende : JA = Jeux olympiques d'été annulés ; CA = Championnats annulés |      |      |      |      |      |      |      |      |      |      |      |